# Leeds (Maine)
Leeds es un pueblo ubicado en el condado de Androscoggin en el estado estadounidense de Maine. En el Censo de 2010 tenía una población de 2.326 habitantes y una densidad poblacional de 20,69 personas por km².

## Geografía
Leeds se encuentra ubicado en las coordenadas 44°17′43″N 70°7′59″O / 44.29528, -70.13306. Según la Oficina del Censo de los Estados Unidos, Leeds tiene una superficie total de 112.44 km², de la cual 103.73 km² corresponden a tierra firme y (7.74%) 8.7 km² es agua.

## Demografía
Según el censo de 2010, había 2.326 personas residiendo en Leeds. La densidad de población era de 20,69 hab./km². De los 2.326 habitantes, Leeds estaba compuesto por el 97.55% blancos, el 0.3% eran afroamericanos, el 0.52% eran amerindios, el 0.17% eran asiáticos, el 0% eran isleños del Pacífico, el 0.26% eran de otras razas y el 1.2% pertenecían a dos o más razas. Del total de la población el 1.72% eran hispanos o latinos de cualquier raza.